# 5-溴-1-戊烯
5-溴-1-戊烯是一种有机化合物，化学式为C5H9Br，它可用作有机合成试剂。

## 制备
5-溴-1-戊烯可由4-戊烯-1-醇和四溴化碳在三苯基膦的存在下反应制得，反应所需的溴化剂也可选择三溴化磷：
反应原料也可以使用价格较低的1,5-二溴戊烷。1,5-二甲基戊烷在加热下和六甲基磷酰胺反应，可以得到5-溴-1-戊烯。
1,5-二甲基戊烷在叔丁醇钾等强碱作用下也能转化为5-溴-1-戊烯。

## 反应
5-溴-1-戊烯和三苯基膦反应，生成4-戊烯基三苯基溴化𬭸；和1-甲基咪唑反应，得到相应的咪唑季铵盐：
在碳酸钾存在下，它和苯硫酚在N,N-二甲基甲酰胺中反应，生成苯基(4-戊烯基)硫醚；和4-硝基苯酚在乙腈反应，生成相应的醚。
它和碘化钠在丙酮中反应，得到5-碘-1-戊烯；和硫氰酸钾在乙醇中反应，得到4-戊烯基硫氰酸酯。